# زهير بن صرد
أبو جَرْول زُهَيْر بن صُرَد الجُشَمِيّ السَّعْدي, وقيل كان يكنى أبو صرد, الشاعر الصحابي رئيس بني سعد من هوازن في غزوة حنين ضد المسلمين ووافد هوازن في حُنين, ثم أسلم وصحب الرسول واحسن إسلامة وهو من الصحابة الذين سكنو بلاد الشام

## نسبه
هو زهير بن صرد بن جرول بن جشم بن حبيب بن عمرو بن ثعلبة الجشمي من بنو جشم بن سعد بن بكر بن هوازن بن منصور بن عكرمة بن خصفة بن قيس عيلان بن مضر بن نزار بن معد بن عدنان,
السعدي الجشمي الهوازني وكان يكنى أبى جرول وقيل أبو صرد

## وافد هوازن
وبعد أن قُسمت الغنائم قدم وفد هوازن على رسول الله - صلى الله عليه وسلم، وكانوا أربعة عشر رجلًا، ورأسهم: زهير بن صرد، فبايعوا رسول الله صلى الله عليه وسلم على الإسلام، ثم قالوا: يا رسول الله! إنا أصلٌ وعشيرة، فمُن علينا، مَنَّ الله عليك، فإنه قد نزل بنا من البلاء ما لا يخفى عليك، وقال زهير بن صرد، أحد بني سعد بن بكر: يا رسول الله، إنما في الحظائر عماتك وخالاتك وحواضنك اللاتي كن يكفلنك، ولو أنا مَلحْنَا الحارث بن أبي شمر، أو للنعمان بن المنذر، ثم نزل منا بمثل الذي نزلت به، رجونا عطفه وعائدته علينا، وأنت خير المكفولين، ثم سألوه أن يرد إليهم أموالهم وفي ذكر طارق بن زياد الجشمي (راوي حديث) كان زهير بن صرد له ذكر أنه سيد قومة في غزوة حنين وأنتهت في المطاف بخسارة المعركة ضد المسلمين وقبيلة هوازن فكان زهير قد أسلم بعدها ودخل على الرسول صلى الله عليه وسلم أنه في يوم حنين قائل قصيدة يذكر فيها أنه تربى بين هاذا القوم (بنو سعد):
اُمْنُنْ علينا رَسُول الله فِي كرم   فَإنَّك الْمَرْء نرجوه وننتظراُمْنُنْ على بَيْضَة قد عاقها قدر   مشتت شملها فِي دهرها عبر
أبقت لنا الدَّهْر هتافاً على حزن  على قُلُوبهم الغماء والغمرإِن لم تداركهم نعماء تنشرها    يَا أرجح النَّاس حلماً حِين يختبر
اُمْنُنْ على نسْوَة قد كنت ترضعها    إِذْ فوك تملأه من محضها الدُّرَرإِذْ أَنْت طِفْل صَغِير كنت ترضعها   وَإِذ يزينك مَا تَأتي وَمَا تذر
لَا تجعلنا كمن شالت نعامته   واستبق منا فَإنَّا معشر زهرإِنَّا لنشكر للنعماء إِذْ كفرت  وَعِنْدنَا بعد هَذَا الْيَوْم مدخر
فألبس الْعَفو من قد كنت ترْضِعه   من أمهاتك إِن الْعَفو مشتهريَا خير من مرحت كمت الْجِيَاد بِهِ   عِنْد الْهياج إِذا مَا استوقد الشرر
إِنَّا نؤمل عفوا مِنْك تلبسه   هذي الْبَريَّة إِذْ تَعْفُو وتنتصرفاعفو عَفا الله عَمَّا أَنْت راهبه   يَوْم الْقِيَامَة إِذْ يهدى لَك الظفر

قَالَ القَاضِي وَالشعر الطّوِيلُ فَقَالَ لَهُ النَّبِيُّ صَلَّى اللهُ عَلَيْهِ وَسَلَّمَ: «مَا لِبَنِي عَبْدِ الْمُطَّلِبِ فَلِلَّهِ وَلَكُمْ»

## روايته للحديث
روى عنه : طارق بن زياد الجشمي, وله أحاديث ومنها الذي ذكرنا أعلى (ماكان لي ولبني عبد المطلب فهو لكم) ولكن بجُمل أخرى